# Церква Святої Марії в Траспонтіні
Це́рква Свято́ї Марі́ї в Траспонтіні (лат. Sanctae Mariae in Transpontina; італ. Chiesa di Santa Maria in Transpontina) — католицький храм в Римі, Італія. Титулярна церква. Належить ордену кармелітів. Названа на честь святої Марії. Розташована біля вулиці Траспонтіна у XIV. районі Рима — Борґо на Via della Conciliazione, бл. 350 метрів на захід від замку Святого Ангела.

## Історія
Побудована у XII столітті церква розташована на місці давньоримської піраміди, яку в середні віки вважали гробницею Ромула. При папі Олександрі VI піраміду знесли. Її зображення можна бачити на бронзових дверях порталу базиліки св. Петра і триптисі Джотто у Ватиканській пінакотеці. На цьому місці поблизу замку Святого Ангела була споруджена перша церква канонірів, зруйнована в 1527 р., щоб розширити лінію гарматного обстрілу із замку. Церква в сьогоднішньому вигляді зведена у 1566 р. Купол церкви побудований дуже низький, для того щоб запобігти черговому руйнування через обстріл. Внутрішнє оздоблення та вівтарні зображення початку XVII століття, головний вівтар (1674 року) роботи Карло Фонтана.
Перший бічний вівтар присвячений покровительці артилерії св. Варварі і прикрашений військовими мотивами (ядра і гармати). Біля вівтаря однією з капел стоять дві колони, до яких за легендою були прив'язані апостоли Петро і Павло.

## Кардинали
- 19 квітня 1897 — 8 грудня 1922: Хосе-Марія Мартін-де-Еррера
- із 21 жовтня 2003: Марк Уелле.

## Поховані
- Марія де Домінічі — мальтійська художниця, скульпторка і черниця ордену кармелітів.